# موشيه مايا
موشيه مايا (بالعبرية: משה מאיה‏) هو حاخام وسياسي إسرائيلي، ولد في 9 أغسطس 1938 في بتاح تكفا في إسرائيل. حزبياً، نشط في شاس. وقد انتخب عضو الكنيست ‏ وقد انضم خلال فترته النيابية ‏ (13 يوليو 1992 – 17 يونيو 1996)  للكتلة البرلمانية شاس.